# Кристиан Камерън
Кристиан Камерън (на английски: Christian Cameron) е американско-канадски писател, автор на бестселъри в жанровете исторически приключенски роман. Пише и под псевдонима Майлз Камерън (на английски: Myles Cameron) за фентъзи приключенски романи и с баща си Кенет Камерън под съвместния псевдоним Гордън Кент (на английски: Gordon Kent) за трилъри.

## Биография и творчество
Кристиан Камерън е роден на 16 август 1962 г. в Питсбърг, Пенсилвания, САЩ. Баща му е офицер от Военноморския флот, а после писател и драматург. Отраства в Рокпорт, Масачузетс, Айова Сити, Айова, и Рочестър, щат Ню Йорк. От малък е пристрастен към фентъзито.
Завършва през 1987 г. с бакалавърска степен по история в Университета на Рочестър. Постъпва във Военноморската академия, става пилот и в периода 1987 – 1999 г. служи във Военноморските сили на САЩ, както разузнавач в Персийския залив по време на операция Пустинна буря, в Северно Норвежко море, централната част на Атлантическия океан, Сомалия и в Средиземно море, и като офицер към следствената служба на Военноморския флот.
Още докато служи в армията започва да пише съвместно с баща си. Първият им шпионски трилър „Нощен капан“ (Night Trap) от поредицата „Алън Крейк“ е публикуван през 1998 г. под псевдонима Гордън Кент. Книгата има успех и от 2000 г. той се посвещава на писателската си кариера.
През 2001 г. е публикуван първият му самостоятелен исторически роман „Вашингтон и Цезар“ (Washington and Caesar). През 2008 г. започва да издава най-успешната си поредица исторически романи „Тиранин“ за времето на Александър Велики, а после и „Дългата война“ за историята на Персия.
От 2010 г. се впуска и в жанра на паранормалното и фентъзито под псевдонима Майлз Камерън. През 2012 г. е издаден първият му фентъзи приключенски роман „Червения рицар“.
През 2002 г. се премества в Канада, където се жени за съпругата си Сара. Имат дъщеря Беатрис.
Кристиан Камерън живее със семейството си в Торонто. Той е специалист по оръжията, страстен фен на култа към рицарството и всичко, свързано с него. Участва в много средновековни възстановки.

## Произведения

### Като Майлз Камерън

#### Самостоятелни романи
- The Aborted (2010)
- The Fall of Dragons (2017)

#### Поредица „Червеният рицар“ (Traitor Son Cycle)
1. The Red Knight (2012)
Червения рицар, изд. ProBook, София (2016), прев. Илиана Велчева
2. The Fell Sword (2014)
3. The Dread Wyrm (2014)
4. A Plague of Swords (2016)

#### Поредица „Майстори и магьосници“ (Masters & Mages)
1. The Master (2017)

### Като Кристиан Камерън

#### Самостоятелни романи
- Washington and Caesar (2001)
- God of War (2012)
- The Ill-Made Knight (2013)
- The Long Sword (2014)
- Sword of Justice (2017)

#### Поредица „Тиранин“ (Tyrant)
1. Tyrant (2008)
2. Storm of Arrows (2009)
3. Funeral Games (2010)
4. King of the Bosporus (2011)
5. Destroyer of Cities (2013)
6. Force of Kings (2014)

#### Поредица „Дълга война“ (Long War)
1. Killer of Men (2010)
2. Marathon (2011)
Маратон, изд.: ИК „Бард“, София (2019), прев. Венцислав Божилов
3. Poseidon's Spear (2012)
4. The Great King (2014)
5. Salamis (2015)
6. Plataea (2016)

#### Поредица „Том Суон и пълководеца от Сейнт Джордж“ (Tom Swan and the Head of St George)
1. Castillon (2012)
2. Venice (2012)
3. Constantinople (2012)
4. Rome (2013)
5. Rhodes (2013)
6. Chios (2013)

#### Поредица „Том Суон и обсадата на Белград“ (Tom Swan and the Siege of Belgrade)
- 7 части (2014 – 2015)

#### Поредица „Том Суон и последните спартанци“ (Tom Swan and the Last Spartans)
1. Част 1 (2016)
2. Част 2 (2016)

### Като Гордън Кент

#### Самостоятелни романи
- Cauldron of Violence (2000)
- The Falconer's Tale (2007)

#### Поредица „Алън Крейк“ (Alan Craik)
1. Night Trap (1998) – издаден и като Rules of Engagement
Нощен капан, изд.: ИК „Плеяда“, София (2001), прев. Весела Еленкова, Михаил Владимиров Вапирев
2. Peace Maker (2000)
3. Top Hook (2002)
4. Hostile Contact (2003)
5. Force Protection (2004)
6. Damage Control (2005)
7. The Spoils of War (2006)